# Zeeslag bij Jutland
De Zeeslag bij Jutland (31 mei – 1 juni 1916) tussen de Britse en de Duitse marine, ook Slag voor het Skagerrak genoemd, was de grootste zeeslag uit de Eerste Wereldoorlog. Het was na de Slag bij de Doggersbank (1915) de laatste van twee ontmoetingen waarbij dreadnoughts van de strijdende partijen elkaar tijdens de Eerste Wereldoorlog bevochten.

## Voorgeschiedenis
De Britten blokkeerden de Duitse havens om te voorkomen dat de Duitsers zich konden bevoorraden. De Duitsers wilden de blokkade breken, maar beseften dat ze bij een grote zeeslag tussen beide complete vloten vrijwel kansloos waren. De Duitsers bedachten hierop het plan om een uitbraak te veinzen, om zo een reactie van de snellere Britse kruisers uit te lokken. Er zouden duikboten geposteerd worden langs de aanvalslijn van de Britten. De Britten hadden echter een deel van deze plannen onderschept, waardoor de Britten met een veel grotere vloot de Duitsers confronteerden, en bovendien veel eerder dan de Duitsers verwachtten, waardoor hun duikboten nog niet in positie lagen.

## Begin van de slag
Op 31 mei 1916 koerste bevelhebber Reinhard Scheer met zijn Duitse Hochseeflotte bestaande uit 22 slagschepen (waaronder 6 pre-dreadnoughts), 5 slagkruisers, 11 lichte kruisers en 61 torpedoboten vanuit Wilhelmshaven noordwaarts en stuitte ter hoogte van het Skagerrak op de Britse Grand Fleet van bevelhebber John R. Jellicoe, die uit het westen naderde. De Britten waren getalsmatig veruit superieur; hun vloot bestond uit 28 slagschepen, 9 slagkruisers, 8 pantserschepen, 26 lichte kruisers, 77 torpedobootjagers en 3 flottieljeleiders. Het kaliber van de Duitse kanonnen (max. 305 mm) was kleiner dan dat van de Britten (max. 381 mm); daar stond tegenover, dat de Duitse schepen zwaarder waren bepantserd. Bovendien beschikten de Duitsers over nauwkeurigere optische afstandsmeters. Verder hadden de Duitsers betere compartimentering van hun schepen en waren hun munitiemagazijnen minder kwetsbaar.
De slag begon om 13 uur 45 's middags tussen de slagkruiservloten van beide partijen, die voor de slagschepen uitvoeren. De Duitsers (onder Franz von Hipper) probeerden de Britten (onder bevel van David Beatty) mee te lokken naar de Duitse hoofdmacht. Beatty volgde direct en er ontbrandde een lopend gevecht op een onderlinge afstand die varieerde tussen 9.000 en 15.000 meter.
De Britse schepen, scherp afgetekend tegen de westelijke hemel, vormden een duidelijk doelwit, terwijl hun zicht op de Duitse slagkruisers, die zich in laaghangende mist bevonden, beduidend minder was. Het Duitse kanonvuur lag dan ook spoedig dekkend en de Britse slagkruisers Tiger en Lion kregen zware treffers te incasseren. Even later werd de Britse Indefatigable geraakt door een voltreffer en explodeerde: 1015 officieren en manschappen kwamen om en er waren slechts twee overlevenden. Maar nu bereikten vier nieuwe snelle Britse slagschepen van de Queen Elizabeth-klasse het strijdtoneel: een van 17.000 meter door de Barham afgevuurde 381 mm-granaat doorboorde het pantser van de Von der Tann, maar door adequaat optreden van de lekdienst bleef het Duitse schip behouden. Om 4 uur 26 werd de Britse slagkruiser Queen Mary getroffen en explodeerde; van de 1275 opvarenden overleefden er slechts 9. Toen de Duitse hoofdmacht zich rond 4 uur 50 aansloot bij de slagkruisers, verlegde Beatty zijn koers in noordelijke richting.
Maar ook de Duitse schepen en vooral de slagkruisers die vanaf het begin bij de strijd betrokken waren liepen zware averij op. Om 18 uur waren bijna alle kanonnen van de Von der Tann buiten gevecht gesteld. De Seydlitz stond in brand en maakte water, de Derfflinger en de Lützow waren eveneens zwaar beschadigd. Om 18 uur 31 trof een salvo van de zwaar beschadigde Derfflinger de Britse slagkruiser Invincible, waarna "the mother of all battle-cruisers" de lucht in vloog; van de bezetting van 1037 man werden slechts 6 overlevenden opgevist.

## Terugtocht
De Britse overmacht werd echter overweldigend en Scheer trachtte zich met tactische manoeuvres aan de druk te ontworstelen met een omtrekkende beweging naar het noorden, en om de zinkende Wiesbaden en Lützow bij te staan. Toen de voorhoede van de Duitse vloot echter onder vuur van 33 Britse dreadnoughts kwam te liggen, moest Scheer onder dekking van een laatste aanval van zijn gehavende slagkruisers gesteund door torpedoboten, waarna de Britse schepen afdraaiden, de terugtocht aanvaarden. Daarmee was rond 19.30 uur het hoofdgevecht voorbij.
Tot in de morgen van 1 juni 1916 vonden nog verspreide achterhoedegevechten tussen lichte eenheden van beide vloten plaats. In de nachtelijke uren werd de Duitse pre-dreadnought Pommern getroffen door een torpedo en explodeerde; niemand van de 844 bemanningsleden overleefde dit. De zwaar beschadigde slagkruiser Lützow werd als verloren beschouwd en, nadat de bemanning op andere schepen was overgestapt, om 1.45 uur door de Duitsers zelf tot zinken gebracht. De andere schepen bereikten, soms met veel moeite, de thuishavens.

## Balans

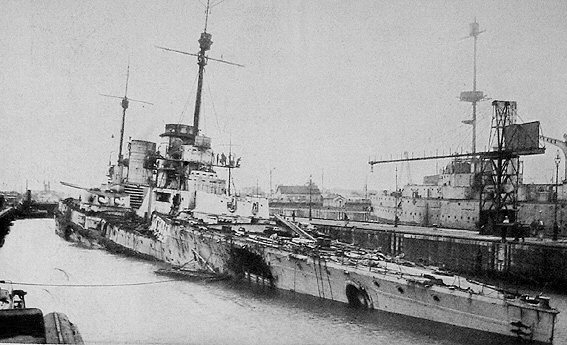
De Duitse SMS Seydlitz na de slag

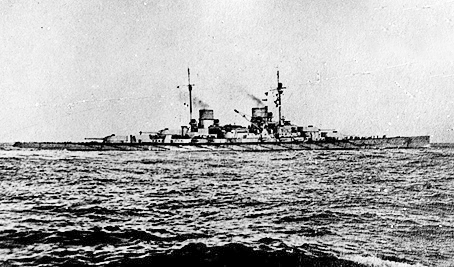
De Duitse SMS Lützow was een van de schepen die zonk tijdens deze zeeslag

De Britse verliezen (6094 man en 115.025 ton aan oorlogsschepen: 3 slagkruisers, 3 zware kruisers en 8 torpedobootjagers) waren groter dan de Duitse (2551 man en 60.180 ton). De Duitsers hadden 3597 zware granaten afgevuurd, waarvan er 120 (3,33%) doel troffen; de Britten 4598 met 100 treffers (2,17%). Het gebulder van de enorme kanonnen was tot in Friesland hoorbaar.
De Duitsers vierden de uitkomst als een overwinning en leden in numeriek opzicht inderdaad minder grote verliezen dan de Britten. De Duitse pers pakte groots uit op 2 juni en beweerde dat de slag een enorme overwinning was geworden waarbij veel Britse oorlogsschepen tot zinken waren gebracht. Slechts de Pommern en de Wiesbaden waren in de strijd verloren gegaan (dat ook de Lützow, Elbing en Rostock waren gezonken werd vooralsnog verzwegen). Het werd door de keizer uitgeroepen tot een nationale feestdag, de kinderen kregen vrij van school. Er werd een stortvloed aan IJzeren Kruizen uitgereikt aan de zeelieden door keizer Wilhelm II. Hoewel het Duitse optimisme begrijpelijk was konden zij hun verliezen veel minder goed opvangen omdat de Duitse vloot nou eenmaal aanzienlijk kleiner dan de Britse was. 
Aan de strategische situatie veranderde daarom niets: de Britse superioriteit ter zee was onaangetast en de Duitse vloot waagde nooit meer een dergelijke uitbraakpoging. De relatieve krachtsverhouding tussen de Duitse en de Britse vloot was door de slag zelfs gewijzigd van 16:32 naar 10:24, oftewel sterk ten nadele van Duitsland. Nadien zou de slag vanuit Duits oogpunt beschreven worden als een aanval van een gevangene op zijn cipier, waarna deze weer terug naar zijn cel werd gebracht.
De Britse opperbevelhebber Jellicoe heeft altijd volgehouden dat hij onder de omstandigheden het best haalbare resultaat had geboekt, al waren er veel technische en tactische tekortkomingen geweest. In de uitvoerige polemieken die over deze slag zijn gevoerd waren veel maritieme deskundigen dat met hem eens. Het strategische doel, het handhaven van de maritieme blokkade tegen Duitsland, was immers bereikt, en de krachtsverhouding was zelfs gewijzigd ten voordele van de Britten. Onder het Britse publiek was de teleurstelling echter groot. Het was de grootste krachtmeting ter zee geweest sinds de Slag bij Trafalgar in 1805 en het Britse volk had weer zo'n daverende overwinning nodig om het moreel op te vijzelen wegens de rampzalige situatie aan het westelijk front. Dat was het duidelijk niet geworden en de Duitsers benadrukten dan ook het tactische voordeel dat zij in deze slag behaald hadden.
De ondergang van de Britse slagkruisers was te wijten aan hun te lichte bepantsering en de gebrekkige constructie van de geschuttoren. Bij de Duitse schepen waren gepantserde luiken aangebracht waardoor een ontploffing of vonk in de geschutskoepel de onderliggende lift met de gereedgemaakte granaten en cordiet niet kon bereiken. Bij de Britse schepen ontbraken dergelijke afscheidingen.

## De grootste zeeslag?
Gerekend naar de totale tonnage van de rechtstreeks betrokken vaartuigen: de slagschepen, kruisers en torpedobootjagers, was de slag de grootste uit de gehele maritieme geschiedenis: 2,01 miljoen ton, zoals een nauwkeurige berekening leert. Dit tonnage bedroeg in de Slag in de Golf van Leyte tijdens de Tweede Wereldoorlog (een verzamelnaam voor vier afzonderlijke gecombineerde zee-/luchtslagen van 22-26 oktober 1944), welke slag meestal als grootste wordt genoemd, 1,81 miljoen ton, als indirect betrokken schepen, o.a. vliegdekschepen (45 van de Verenigde Staten en 4 van Japan) buiten beschouwing worden gelaten. Worden die erbij opgeteld, dan is laatstgenoemde slag de omvangrijkste aller tijden. Tijdens de Slag bij Jutland was er welgeteld één vliegdekschip (de Engadine, 1881 ton) aanwezig; het luchtwapen speelde toen alleen een verkennende rol.

## Herdenking
Op 31 mei 2016 vond in Kirkwall, op de Britse Orkney-eilanden, een herdenking plaats in het bijzijn van de Duitse president Joachim Gauck en de Britse prinses Anne Mountbatten-Windsor. Daarnaast waren er vertegenwoordigingen van beide strijdkrachten.